# Мария Анна Баварская (1805—1877)
Мария Анна (полное имя нем. Maria Anna Leopoldine Elisabeth Wilhelmine Prinzessin von Bayern; 27 января 1805, Мюнхен — 13 сентября 1877, Вахвиц, ныне в составе Дрездена) — принцесса Баварская, в замужестве королева-консорт Саксонии.

## Биография
Дочь короля Баварии Максимилиана I и его второй жены Каролины Баденской. У Марии Анны была сестра-близнец София, другими её родными сестрами были Людовика и близнецы Елизавета Людовика и Амалия Августа.
24 апреля 1833 года, в возрасте 28 лет, в Дрездене Мария Анна вышла замуж за кронпринца Саксонии Фридриха Августа (1797—1854). Она была второй женой Фридриха Августа, его первая жена Мария Каролина Австрийская умерла, не оставив ему наследников. Спустя год Фридрих Август II стал королём, и Мария Анна получила титул королевы. Брак остался бездетным.
Её старшая сестра Амалия Августа была замужем за младшим братом Фридриха Августа, Иоганном, и стала следующей королевой Саксонии в 1854 году.
Во время голода в Саксонии 1836 году Мария Анна организовала первые женские комитеты помощи. После смерти короля по её приказанию была воздвигнута мемориальная часовня в неоготическом стиле. С 1844 по 1877 годы Мария Анна переписывалась с писательницей Идой фон Хан-Хан, их письма хранятся в литературном архиве Берлина.